# Nicolas Rey (réalisateur)
Ne doit pas être confondu avec Nicholas Ray.
Pour les articles homonymes, voir Nicolas Rey et Rey.
Nicolas Rey est un réalisateur français né en 1968. Il a pour particularité de filmer en pellicules périmées (Super 8 ou 16 mm).

## Biographie
Nicolas Rey bricole des films depuis 1993. En 1995, il contribue à la création de L'Abominable, un atelier collectif parisien de développement et tirage de films.
En 2001, il montre son premier long métrage Les Soviets plus l’électricité qui raconte sa traversée de l'ex-URSS sur les traces de son père qui était communiste. Selon Christa Blümlinger, critique de cinéma et d'art contemporain, le cinéaste « renouvelle ainsi les traditions artistiques et artisanales du cinéma, trouvant dans des techniques et des matériaux anciens l’occasion d’un renouveau plastique, ce film se trouve opérer une sorte de réconciliation des deux avant-gardes, longtemps séparées et s’ignorant mutuellement : celle du cinéma expérimental, issue du milieu des arts plastiques et venant de New York, et celle qui s’est formée en Europe, à la suite du cinéma moderne d’après-guerre, et qu’on pourrait appeler  essayiste. »
En 2005, Rey montre Schuss ! sur le déclin économique de l'industrie, filmé dans les vallées des Alpes.
En 2012 Autrement, la Molussie, adapté d'un livre de contes sur le fascisme de Günther Anders est sélectionné à Berlin (Forum Expanded) et remporte à Paris le Grand Prix du festival Cinéma du réel. Il est en compétition à Bruxelles pour le Prix de l'Âge d'or 2012.

## Filmographie
Les quatre premiers films de Nicolas Rey sont distribués par Lightcone.
- Terminus for you (1996), 16 mm, noir et blanc, 10 minutes, une bobine (110 mètres)
- Opera mundi ou le temps des survêtements (1999), 16 mm, noir et blanc, son sur CD, une heure, trois bobines (660 mètres)
- Les Soviets plus l'électricité (2001), Super 8 mm gonflé en 16 mm, couleur, 170 minutes, trois bobines (1925 mètres)
- Schuss ! (2005), 16 mm, couleur, 123 minutes, deux bobines (1350 mètres)
- En 2010, le cinéaste réalise l'image du film Ami, entends-tu ? de Nathalie Nambot, 16 mm, couleur, 55 minutes[7]
- Autrement, la Molussie (2012), 16 mm, couleur,  81 minutes, neuf bobines à l'ordre aléatoire[8]